# Vakáció (film)
A Vakáció (eredeti cím: Vacation) 2015-ös amerikai filmvígjáték, melynek forgatókönyvírója és rendezője Jonathan Goldstein, valamint John Francis Daley (rendezői debütálásában). A főszerepet Ed Helms, Christina Applegate, Leslie Mann és Chris Hemsworth alakítja.
Az Amerikai Egyesült Államokban 2015. július 29-én mutatták be, Magyarországon egy hónappal később szinkronizálva, augusztus 27-én az InterCom Zrt. forgalmazásában. A film nagyrészt negatív értékeléseket kapott a kritikusoktól.

## Szereplők
| Színész             | Szerep                                                 | Magyar hang        |
| ------------------- | ------------------------------------------------------ | ------------------ |
| Ed Helms            | Rusty Griswold                                         | Forgács Péter      |
| Christina Applegate | Debbie Griswold, Rusty felesége                        | Zsigmond Tamara    |
| Chris Hemsworth     | Stone Crandall, egy feltörekvő hírolvasó, Audrey férje | Nagy Ervin         |
| Leslie Mann         | Audrey Griswold-Crandall, Rusty huga                   | Nagy-Kálózy Eszter |
| Skyler Gisondo      | James Griswold, Rusty és Debbie idősebbik fia          | Czető Ádám         |
| Steele Stebbins     | Kevin Griswold, Rusty és Debbie fiatalabbik fia        | Nagy Gereben       |
| Charlie Day         | Chad, a vadvízi evező vezetője                         | Kovács Lehel       |
| Gordon Ramsay       | Önmaga                                                 | Széles Tamás       |
| Catherine Missal    | Adena                                                  | Pekár Adrienn      |
| Chavy Chase         | Clark Griswold                                         | Mikó István        |
| Beverly D'Angelo    | Ellen Griswold                                         | Kovács Nóra        |

## Fogadtatás
A film negatív kritikákat kapott. A Metacritic oldalán a film értékelése 33% a 100-ból, ami 31 véleményen alapul. A Rotten Tomatoeson a Vakáció 27%-os minősítést kapott, 113 értékelés alapján.